# Liste des monuments classés du gouvernorat de Siliana
Cette liste des monuments classés du gouvernorat de Siliana est une liste des monuments historiques et archéologiques protégés et classés du gouvernorat de Siliana établie par l'Institut national du patrimoine de Tunisie.

## Liste
| Identifiant monument | Site                    | Monument                                                                      | Adresse | Date de classement          | Décret                      | Coordonnées                      | Illustration                                                |                       |
| -------------------- | ----------------------- | ----------------------------------------------------------------------------- | ------- | --------------------------- | --------------------------- | -------------------------------- | ----------------------------------------------------------- | --------------------- |
| 34-1                 | Ksour Mégrounine        | Fort byzantin                                                                 |         | 6 janvier 1901              | 6 janvier 1901              | à géolocaliser                   | Image manquante Téléverser                                  | Télécharger une image |
| 34-2                 | Mansoura                | Ksar el Kharouba                                                              |         | 8 mai 1895                  | 8 mai 1895                  | à géolocaliser                   | Image manquante Téléverser                                  | Télécharger une image |
| 34-3                 | Bir el-Hajar            | Mausolée                                                                      |         | 19 mars 1894                | 19 mars 1894                | à géolocaliser                   | Image manquante Téléverser                                  | Télécharger une image |
| 34-4                 | Borj Messaoudi          | Fort byzantin                                                                 |         | 19 mars 1894                | 19 mars 1894                | à géolocaliser                   | Image manquante Téléverser                                  | Télécharger une image |
| 34-5                 | Borj Messaoudi          | Mausolée de M. Cornelius Rufus                                                |         | 8 juin 1891                 | 8 juin 1891                 | à géolocaliser                   | Image manquante Téléverser                                  | Télécharger une image |
| 34-6                 | Bou Ftis                | Enceinte du ksar où sont engagés les divers fragments de la dédicace de l'arc |         | 7 décembre 1892             | 7 décembre 1892             | à géolocaliser                   | Image manquante Téléverser                                  | Télécharger une image |
| 34-7                 | Bou Ftis                | Mausolée près de la zaouïa                                                    |         | 7 décembre 1892             | 7 décembre 1892             | à géolocaliser                   | Image manquante Téléverser                                  | Télécharger une image |
| 34-8                 | Bou Ftis                | Mausolée au bas de la nécropole                                               |         | 7 décembre 1892             | 7 décembre 1892             | à géolocaliser                   | Image manquante Téléverser                                  | Télécharger une image |
| 34-9                 | Bou Ftis                | Cippe à quatre figures sculptées                                              |         | 7 décembre 1892             | 7 décembre 1892             | à géolocaliser                   | Image manquante Téléverser                                  | Télécharger une image |
| 34-10                | Bou Ftis                | Arc triomphal dédié à Hadrien et à L. Aelius                                  |         | 7 décembre 1892             | 7 décembre 1892             | à géolocaliser                   | Image manquante Téléverser                                  | Télécharger une image |
| 34-11                | Tembra                  | Restes de la citadelle                                                        |         | 19 mars 1894                | 19 mars 1894                | à géolocaliser                   | Image manquante Téléverser                                  | Télécharger une image |
| 34-12                | Zama                    | Aqueduc                                                                       |         | 19 mars 1894                | 19 mars 1894                | à géolocaliser                   | Aqueduc                                                     | Télécharger une image |
| 34-13                | Hammam Zouakra          | Porte monumentale                                                             |         | 19 mars 1894 1er mars 1905  | 19 mars 1894                | à géolocaliser                   | Porte monumentale                                           | Télécharger une image |
| 34-14                | Hammam Zouakra          | Mégalithes                                                                    |         | 19 mars 1894 1er mars 1905  | 19 mars 1894                | à géolocaliser                   | Image manquante Téléverser                                  | Télécharger une image |
| 34-15                | Zaouïa Sidi Abdel Melek | Pont antique                                                                  |         | 6 janvier 1901              | 6 janvier 1901              | à géolocaliser                   | Image manquante Téléverser                                  | Télécharger une image |
| 34-16                | Ain Zouza               | Grand fort byzantin                                                           |         | 6 janvier 1901              | 6 janvier 1901              | à géolocaliser                   | Image manquante Téléverser                                  | Télécharger une image |
| 34-17                | Ain Zouza               | Deux mausolées                                                                |         | 6 janvier 1901              | 6 janvier 1901              | à géolocaliser                   | Image manquante Téléverser                                  | Télécharger une image |
| 34-18                | Aïn Tarf ech Chna       | Mur d'enceinte et ses deux portes                                             |         | 19 mars 1894                | 19 mars 1894                | à géolocaliser                   | Image manquante Téléverser                                  | Télécharger une image |
| 34-19                | Aïn Fourna              | Enceinte byzantine                                                            |         | 13 mars 1912                | 13 mars 1912                | à géolocaliser                   | Image manquante Téléverser                                  | Télécharger une image |
| 34-20                | Koubba Sidi Mansour     | Fort byzantin                                                                 |         | 6 janvier 1901              | 6 janvier 1901              | à géolocaliser                   | Image manquante Téléverser                                  | Télécharger une image |
| 34-21                | Kbour Klib              | Fort byzantin                                                                 |         | 6 janvier 1901              | 6 janvier 1901              | à géolocaliser                   | Image manquante Téléverser                                  | Télécharger une image |
| 34-22                | Ksar el-Hadid           | Fort byzantin                                                                 |         | 6 janvier 1901              | 6 janvier 1901              | à géolocaliser                   | Fort byzantin                                               | Télécharger une image |
| 34-23                | Ksar Bou Fatha          | Fort byzantin                                                                 |         | 6 janvier 1901              | 6 janvier 1901              | à géolocaliser                   | Image manquante Téléverser                                  | Télécharger une image |
| 34-24                | Ksar Bou Guerba         | Fort byzantin                                                                 |         | 6 janvier 1901              | 6 janvier 1901              | à géolocaliser                   | Image manquante Téléverser                                  | Télécharger une image |
| 34-25                | Ksar Gahfar             | Mausolée à deux étages                                                        |         | 8 mai 1895                  | 8 mai 1895                  | à géolocaliser                   | Image manquante Téléverser                                  | Télécharger une image |
| 34-26                | Ksar Toual ez-Zouamel   | Mausolée                                                                      |         | 19 mars 1894 6 janvier 1901 | 19 mars 1894 6 janvier 1901 | à géolocaliser                   | Mausolée                                                    | Télécharger une image |
| 34-27                | Ksar Guennara           | Mausolée                                                                      |         | 6 janvier 1901              | 6 janvier 1901              | à géolocaliser                   | Image manquante Téléverser                                  | Télécharger une image |
| 34-28                | Ksar Medouja            | Fort byzantin                                                                 |         | 6 janvier 1901              | 6 janvier 1901              | à géolocaliser                   | Image manquante Téléverser                                  | Télécharger une image |
| 34-29                | Ksar Medouja            | Bassins romains de captation de la source                                     |         | 6 janvier 1901              | 6 janvier 1901              | à géolocaliser                   | Image manquante Téléverser                                  | Télécharger une image |
| 34-30                | Ksar Medouja            | Mausolée                                                                      |         | 6 janvier 1901              | 6 janvier 1901              | à géolocaliser                   | Image manquante Téléverser                                  | Télécharger une image |
| 34-31                | Ksar Hellal             | Église à trois absides                                                        |         | 19 mars 1894                | 19 mars 1894                | à géolocaliser                   | Image manquante Téléverser                                  | Télécharger une image |
| 34-32                | Ksar Hellal             | Édifice au sommet des ruines                                                  |         | 19 mars 1894                | 19 mars 1894                | à géolocaliser                   | Image manquante Téléverser                                  | Télécharger une image |
| 34-33                | Ksour Sidi Abdel Melek  | Portique à arcades                                                            |         | 19 mars 1894                | 19 mars 1894                | à géolocaliser                   | Image manquante Téléverser                                  | Télécharger une image |
| 34-34                | Ksour Sidi Abdel Melek  | Porte du Sud dédiée au « Génie de la Cité »                                   |         | 19 mars 1894                | 19 mars 1894                | à géolocaliser                   | Image manquante Téléverser                                  | Télécharger une image |
| 34-35                | Ksour Sidi Abdel Melek  | Porte triomphale du Nord                                                      |         | 19 mars 1894                | 19 mars 1894                | à géolocaliser                   | Image manquante Téléverser                                  | Télécharger une image |
| 34-36                | Kesra                   | Fort byzantin                                                                 |         | 6 janvier 1901              | 6 janvier 1901              | à géolocaliser                   | Fort byzantin                                               | Télécharger une image |
| 34-37                | Kesra                   | Mégalithes                                                                    |         | 7 décembre 1892             | 7 décembre 1892             | à géolocaliser                   | Mégalithes                                                  | Télécharger une image |
| 34-38                | Makthar                 | Thermes                                                                       |         | 19 mars 1894                | 19 mars 1894                | 35° 51′ 06″ nord, 9° 12′ 31″ est | Thermes                                                     | Télécharger une image |
| 34-39                | Makthar                 | Aqueduc qui amenait les eaux de la source de Souk el Djemaa                   |         | 7 décembre 1892             | 7 décembre 1892             | 35° 51′ 11″ nord, 9° 11′ 50″ est | Aqueduc qui amenait les eaux de la source de Souk el Djemaa | Télécharger une image |
| 34-40                | Makthar                 | Marché romain                                                                 |         | 3 mars 1915                 | 3 mars 1915                 | à géolocaliser                   | Marché romain                                               | Télécharger une image |
| 34-41                | Makthar                 | Mausolée pyramidal                                                            |         | 7 décembre 1892             | 7 décembre 1892             | 35° 51′ 06″ nord, 9° 12′ 10″ est | Mausolée pyramidal                                          | Télécharger une image |
| 34-42                | Makthar                 | Mégalithes                                                                    |         | 7 décembre 1892             | 7 décembre 1892             | 35° 51′ 08″ nord, 9° 12′ 20″ est | Mégalithes                                                  | Télécharger une image |
| 34-43                | Makthar                 | Basilique au nord-est de l'arc de Trajan                                      |         | 3 mars 1915                 | 3 mars 1915                 | à géolocaliser                   | Basilique au nord-est de l'arc de Trajan                    | Télécharger une image |
| 34-44                | Makthar                 | Mausolée des Julii                                                            |         | 19 mars 1894                | 19 mars 1894                | à géolocaliser                   | Mausolée des Julii                                          | Télécharger une image |
| 34-45                | Makthar                 | Mausolée de C. Verrius Rogatus                                                |         | 19 mars 1894                | 19 mars 1894                | à géolocaliser                   | Mausolée de C. Verrius Rogatus                              | Télécharger une image |
| 34-46                | Makthar                 | Porte monumentale dite Aïn el Bab                                             |         | 19 mars 1894                | 19 mars 1894                | 35° 51′ 22″ nord, 9° 12′ 19″ est | Porte monumentale dite Aïn el Bab                           | Télécharger une image |
| 34-47                | Makthar                 | Arc de triomphe de Trajan                                                     |         | 19 mars 1894                | 19 mars 1894                | 35° 51′ 12″ nord, 9° 12′ 29″ est | Arc de triomphe de Trajan                                   | Télécharger une image |
| 34-48                | Makthar                 | Temple du Mizrach transformé en basilique                                     |         | 3 mars 1915                 | 3 mars 1915                 | à géolocaliser                   | Temple du Mizrach transformé en basilique                   | Télécharger une image |
| 34-49                | Makthar                 | Amphithéâtre                                                                  |         | 3 mars 1915                 | 3 mars 1915                 | 35° 51′ 20″ nord, 9° 12′ 23″ est | Amphithéâtre                                                | Télécharger une image |
| 34-50                | Henchir Jemal           | Dolmens                                                                       |         | 6 janvier 1901              | 6 janvier 1901              | à géolocaliser                   | Image manquante Téléverser                                  | Télécharger une image |
| 34-51                | Henchir el-Hammam       | Fort byzantin                                                                 |         | 6 janvier 1901              | 6 janvier 1901              | à géolocaliser                   | Image manquante Téléverser                                  | Télécharger une image |
| 34-52                | Henchir Sehili          | Fort byzantin                                                                 |         | 6 janvier 1901              | 6 janvier 1901              | à géolocaliser                   | Image manquante Téléverser                                  | Télécharger une image |
| 34-53                | Henchir Sehili          | Deux fortins                                                                  |         | 6 janvier 1901              | 6 janvier 1901              | à géolocaliser                   | Image manquante Téléverser                                  | Télécharger une image |
| 34-54                | Henchir Sehili          | Deux mausolées                                                                |         | 6 janvier 1901              | 6 janvier 1901              | à géolocaliser                   | Image manquante Téléverser                                  | Télécharger une image |
| 34-55                | Henchir Sehili          | Temple                                                                        |         | 6 janvier 1901              | 6 janvier 1901              | à géolocaliser                   | Image manquante Téléverser                                  | Télécharger une image |
| 34-56                | Henchir el-Gammama      | Fort byzantin                                                                 |         | 6 janvier 1901              | 6 janvier 1901              | à géolocaliser                   | Image manquante Téléverser                                  | Télécharger une image |
| 34-57                | Henchir el-Gammama      | Mausolée                                                                      |         | 6 janvier 1901              | 6 janvier 1901              | à géolocaliser                   | Image manquante Téléverser                                  | Télécharger une image |
| 34-58                | Henchir el-Kerma        | Temple                                                                        |         | 3 mars 1915                 | 3 mars 1915                 | à géolocaliser                   | Image manquante Téléverser                                  | Télécharger une image |
| 34-59                | Henchir Bou Arada       | Mausolée à deux étages                                                        |         | 19 mars 1894                | 19 mars 1894                | à géolocaliser                   | Image manquante Téléverser                                  | Télécharger une image |
| 34-60                | Henchir Bou Arada       | Porte romaine restaurée                                                       |         | 3 mars 1915                 | 3 mars 1915                 | à géolocaliser                   | Image manquante Téléverser                                  | Télécharger une image |
| 34-61                | Henchir Bijga           | Édifice aux trois portes                                                      |         | 19 mars 1894                | 19 mars 1894                | à géolocaliser                   | Image manquante Téléverser                                  | Télécharger une image |
| 34-62                | Henchir Jebara          | Fort byzantin                                                                 |         | 6 janvier 1901              | 6 janvier 1901              | à géolocaliser                   | Image manquante Téléverser                                  | Télécharger une image |
| 34-63                | Henchir Jebara          | Citernes                                                                      |         | 6 janvier 1901              | 6 janvier 1901              | à géolocaliser                   | Image manquante Téléverser                                  | Télécharger une image |
| 34-64                | Henchir Jenoua          | Fortin                                                                        |         | 6 janvier 1901              | 6 janvier 1901              | à géolocaliser                   | Image manquante Téléverser                                  | Télécharger une image |
| 34-65                | Henchir Deïmech         | Fort byzantin                                                                 |         | 6 janvier 1901              | 6 janvier 1901              | à géolocaliser                   | Image manquante Téléverser                                  | Télécharger une image |
| 34-66                | Henchir Roumana         | Deux fortins byzantins                                                        |         | 6 janvier 1901              | 6 janvier 1901              | à géolocaliser                   | Image manquante Téléverser                                  | Télécharger une image |
| 34-67                | Henchir Roumana         | Basilique                                                                     |         | 6 janvier 1901              | 6 janvier 1901              | à géolocaliser                   | Image manquante Téléverser                                  | Télécharger une image |
| 34-68                | Henchir Zakkar          | Deux fortins                                                                  |         | 7 décembre 1892             | 7 décembre 1892             | à géolocaliser                   | Image manquante Téléverser                                  | Télécharger une image |
| 34-69                | Henchir Segjeg          | Fort byzantin                                                                 |         | 6 janvier 1901              | 6 janvier 1901              | à géolocaliser                   | Image manquante Téléverser                                  | Télécharger une image |
| 34-70                | Henchir Segjeg          | Source aménagée                                                               |         | 6 janvier 1901              | 6 janvier 1901              | à géolocaliser                   | Image manquante Téléverser                                  | Télécharger une image |
| 34-71                | Henchir Segjeg          | Mausolée avec crypte                                                          |         | 6 janvier 1901              | 6 janvier 1901              | à géolocaliser                   | Image manquante Téléverser                                  | Télécharger une image |
| 34-72                | Henchir Segjeg          | Temple                                                                        |         | 6 janvier 1901              | 6 janvier 1901              | à géolocaliser                   | Image manquante Téléverser                                  | Télécharger une image |
| 34-73                | Henchir Sougda          | Fort byzantin                                                                 |         | 6 janvier 1901              | 6 janvier 1901              | à géolocaliser                   | Image manquante Téléverser                                  | Télécharger une image |
| 34-74                | Henchir Sidi Marched    | Fort byzantin                                                                 |         | 6 janvier 1901              | 6 janvier 1901              | à géolocaliser                   | Image manquante Téléverser                                  | Télécharger une image |
| 34-75                | Henchir Aïn Bez         | Deux fortins byzantins                                                        |         | 6 janvier 1901              | 6 janvier 1901              | à géolocaliser                   | Image manquante Téléverser                                  | Télécharger une image |
| 34-76                | Henchir Aïn Bez         | Thermes                                                                       |         | 6 janvier 1901              | 6 janvier 1901              | à géolocaliser                   | Image manquante Téléverser                                  | Télécharger une image |
| 34-77                | Henchir Aïn Bez         | Basilique                                                                     |         | 6 janvier 1901              | 6 janvier 1901              | à géolocaliser                   | Image manquante Téléverser                                  | Télécharger une image |
| 34-78                | Henchir Aïn Bez         | Deux temples                                                                  |         | 6 janvier 1901              | 6 janvier 1901              | à géolocaliser                   | Image manquante Téléverser                                  | Télécharger une image |
| 34-79                | Henchir Aïn Bez         | Temple de Mercurius Sobrius                                                   |         | 19 mars 1894                | 19 mars 1894                | à géolocaliser                   | Image manquante Téléverser                                  | Télécharger une image |
| 34-80                | Henchir Ghaïada         | Mausolée                                                                      |         | 22 mars 1899                | 22 mars 1899                | à géolocaliser                   | Image manquante Téléverser                                  | Télécharger une image |
| 34-81                | Henchir Faroha          | Grand fort byzantin                                                           |         | 6 janvier 1901              | 6 janvier 1901              | à géolocaliser                   | Image manquante Téléverser                                  | Télécharger une image |
| 34-82                | Henchir Faroha          | Temple                                                                        |         | 6 janvier 1901              | 6 janvier 1901              | à géolocaliser                   | Image manquante Téléverser                                  | Télécharger une image |
| 34-83                | Henchir Kbar el-Ghoul   | Fort byzantin                                                                 |         | 6 janvier 1901              | 6 janvier 1901              | à géolocaliser                   | Image manquante Téléverser                                  | Télécharger une image |
| 34-84                | Henchir Meded           | Mausolée                                                                      |         | 7 décembre 1892             | 7 décembre 1892             | à géolocaliser                   | Image manquante Téléverser                                  | Télécharger une image |
| 34-85                | Henchir Meded           | Mégalithes                                                                    |         | 7 décembre 1892             | 7 décembre 1892             | à géolocaliser                   | Image manquante Téléverser                                  | Télécharger une image |
| 34-86                | Henchir M'daouer        | Fort byzantin                                                                 |         | 6 janvier 1901              | 6 janvier 1901              | à géolocaliser                   | Image manquante Téléverser                                  | Télécharger une image |
| 34-87                | Henchir Mest            | Restes des deux portes triomphales dont les arcs sont écroulés                |         | 8 juin 1891                 | 8 juin 1891                 | à géolocaliser                   | Image manquante Téléverser                                  | Télécharger une image |
| 34-88                | Oued Brighita           | Mausolée à deux étages                                                        |         | 19 mars 1894                | 19 mars 1894                | à géolocaliser                   | Image manquante Téléverser                                  | Télécharger une image |
| 34-89                | Henchir el-Krib         | Arcs de Volsan                                                                |         | 19 mars 1894                | 19 mars 1894                | 36° 20′ 14″ nord, 9° 08′ 48″ est | Arcs de Volsan                                              | Télécharger une image |